# Општина Љубљана
Градска општина Љубљана (словен. Ljubljana) је највећа и најважнија општина Средњесловенске регије и државе Словеније. Седиште општине је истоимени град и престоница државе Љубљана.

## Природне одлике
Рељеф: Општина Љубљана налази се у средишњем делу државе. Општина је смештена у Средњословенској котлини, коју ствара река Сава. Општина је претежно равничарска, поготово у савском делу на северу и истоку. На југоистоку и северозападу налазе се брда, која се месусобно приближавају на месту града Љубљане - Рожник на северозападу града и Грајски грич на југоистоку.
Клима: У општини влада умерено континентална клима.
Воде: Највећи водоток у општини је река Сава, али је за град значајнији река Љубљаница, која протиче кроз средиште Љубљане. Мањи водотоци су притоке ове две реке. На крајњем југозапду налази се Љубљанско барје.

## Становништво
Општина Љубљана је најгушће насељена општина у држави.
У Љубљани данас живи око 270.000 становника, око 6 пута више у односу на почетак 20. века. Од тога Словенци чине око 90%, а остале народности из бивше Југославије око 10%.

## Насеља општине
| - Бесница - Брезје при Липоглаву - Велики Липоглав - Велико Требељево - Внајнарје - Волавље - Габрје при Јанчах | - Долго Брдо - Двор - Заградишче - Згорња Бесница - Згорње Гамељне - Јанче - Јавор | - Липе - Љубљана - Мали Липоглав - Мали Врх при Прежгању - Мало Требељево - Медно - Панце - Подград | - Подлипоглав - Подмолник - Прежгање - Равно Брдо - Рашица - Репче - Садиња Вас - Село при Панцах | - Сподње Гамељне - Средње Гамељне - Станежиче - Тошко Чело - Туји Грм - Чешњица - Чрна Вас - Шентпавел |  |

## Градске четврти
| - Бежиград - Центер - Чрнуче - Дравље - Головец - Јарше | - Мосте - Поље - Посавје - Рожник - Рудник - Состро | - Шентвид - Шишка - Шмарна гора - Трново - Вич |  |